# Roman Kostkowski
Roman Kostkowski (ur. 28 lipca 1882, zm. 22 grudnia 1952) – polski agronom, polityk i spółdzielca.
W latach 20. i 30. XX w. (od lutego 1919 do ok. 1938–1939 i lutym 1945) wójt gminy Szpetal, obecnie gmina Fabianki oraz osiedle Zawiśle – jedna z dzielnic Włocławka. Członek zarządu Kółka Rolniczego - Kasy im. „Stefczyka”. Wspomniany jest przez Jerzego Pietrkiewicza w powieści Po chłopsku. Został pochowany w rodzinnym grobowcu na Cmentarzu parafialnym w Chełmicy Dużej.

## Działalność publiczna

### Oświata
Z inicjatywy i starań Romana Kostkowskiego w 1929 oddano do użytku siedmioklasową Szkołę Powszechną – obecnie Szkoła Podstawowa im. Jerzego Pietrkiewicza w Fabiankach. Koszt budowy szkoły opiewał na kwotę 170 tysięcy złotych. Działalność wójta Kostkowskiego polegała na pozyskaniu zezwolenia na jej utworzenie oraz dofinansowania z budżetu państwa na jej budowę. Wątek organizowania szkoły poruszony jest przez Jerzego Pietrkiewicza w jego powieści Po chłopsku.

### Kultura
W 1930 Roman Kostkowski nabył lampowy aparat radiowy. Wydarzenie to zapoczątkowało proces radiofonizacji gminy. W 1937 wieś Chełmica Mała stała się pierwszą  stuprocentowo zradiofonizowaną wsią w Polsce. Do inicjatywy radiofonizacji przystąpili Roman Kostkowski, Ignacy Nowicki radny gromadzki, Feliks Michałowski sekretarz gminy, a także wojewoda warszawski – Bronisław Nakoniecznikow-Klukowski, który podarował świetlicy Szkoły Powszechnej w Fabiankach odbiornik lampowy. Polskie Radio organizowało kilka audycji radiowych z udziałem przedstawicieli gminy Szpetal i wsi Chełmica Mała. Późniejszym procesem radiofonizacji objęto również wsie Wichowo i Fabianki dalsze prace przerwał wybuch II wojny światowej. O wydarzeniach związanych z procesem radiofonizacji powiadamiała prasa tamtego okresu m.in. „Kurjer Poznański”.

## Okres sprawowania urzędu
- od lutego 1919 do września 1939,
- od lutego 1945 do 16 marca 1945.

## Odznaczenia
- Brązowy Krzyż Zasługi (22 stycznia 1930)[2].